# Netuș, Sibiu
Netuș, mai demult Netușei (în dialectul săsesc Netschessen, Njetesen, Net'ezn, în germană Neidhausen, Neithausen, Neuthausen, Agnetenhausen, Neidhaus, în maghiară Netus) este un sat în comuna Iacobeni din județul Sibiu, Transilvania, România. Satul a fost atestat documentar prima dată în 1309.

## Monumente
- Biserica fortificată (sec. al XIV-lea)
- Biserica de lemn din Netuș

## Imagini

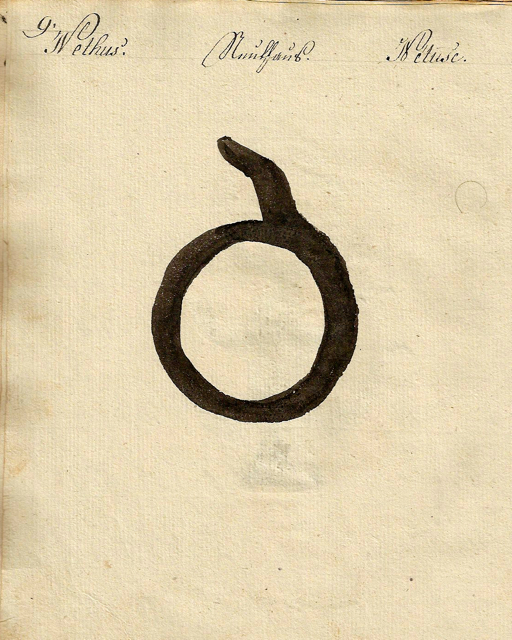
1826 - Danga pentru vitele din Netuş
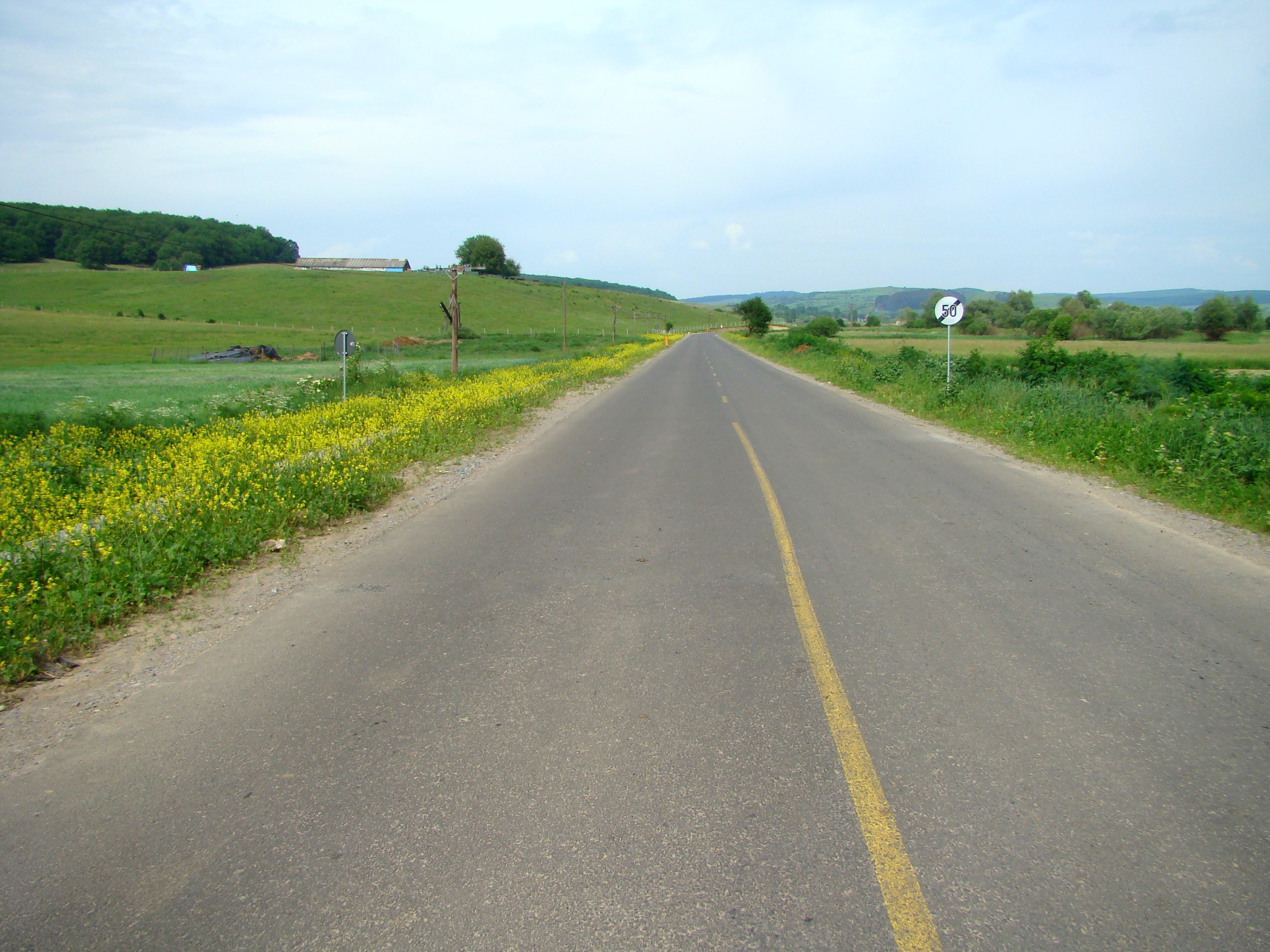
Drumul Brădeni-Netuș
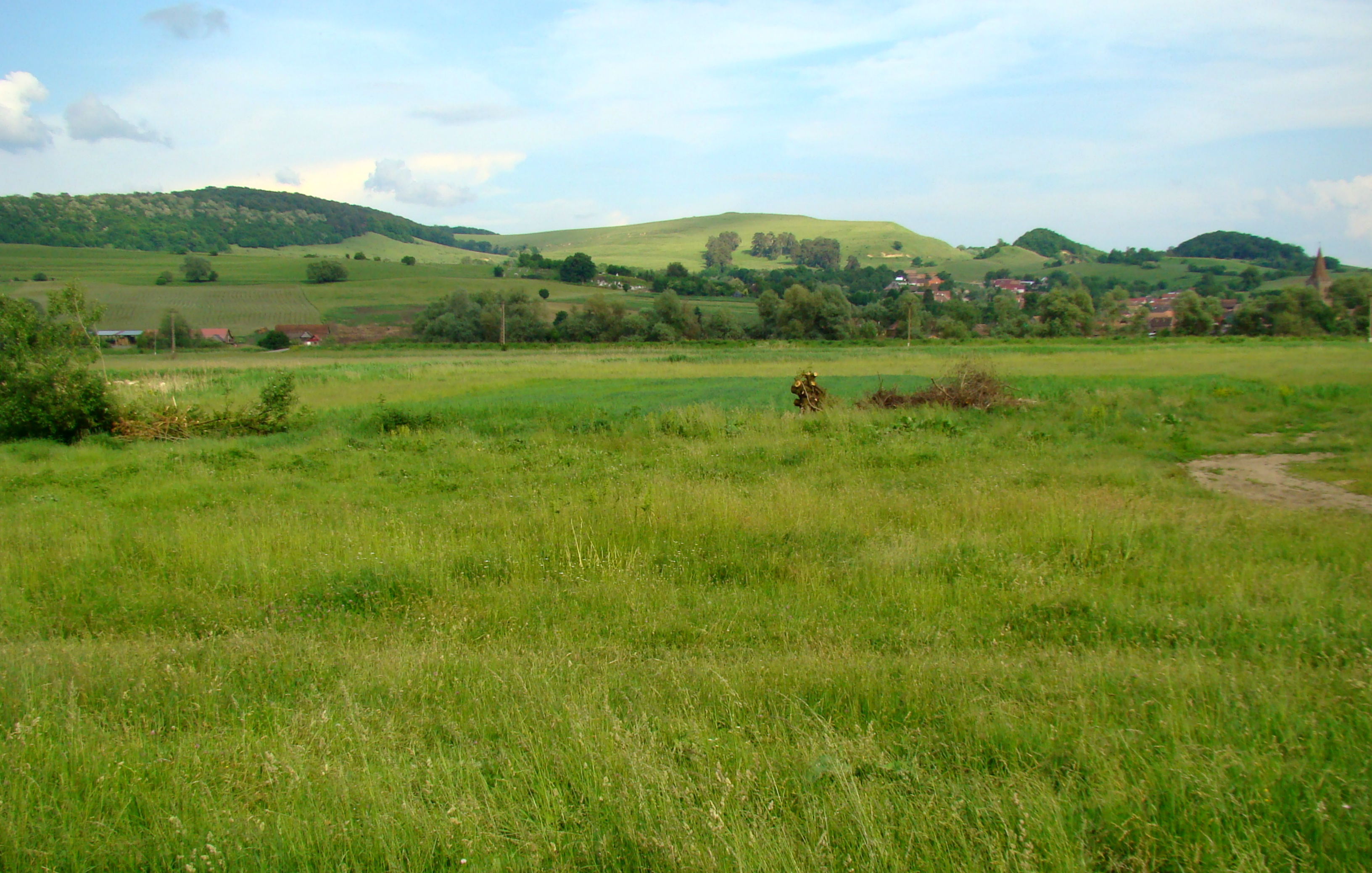
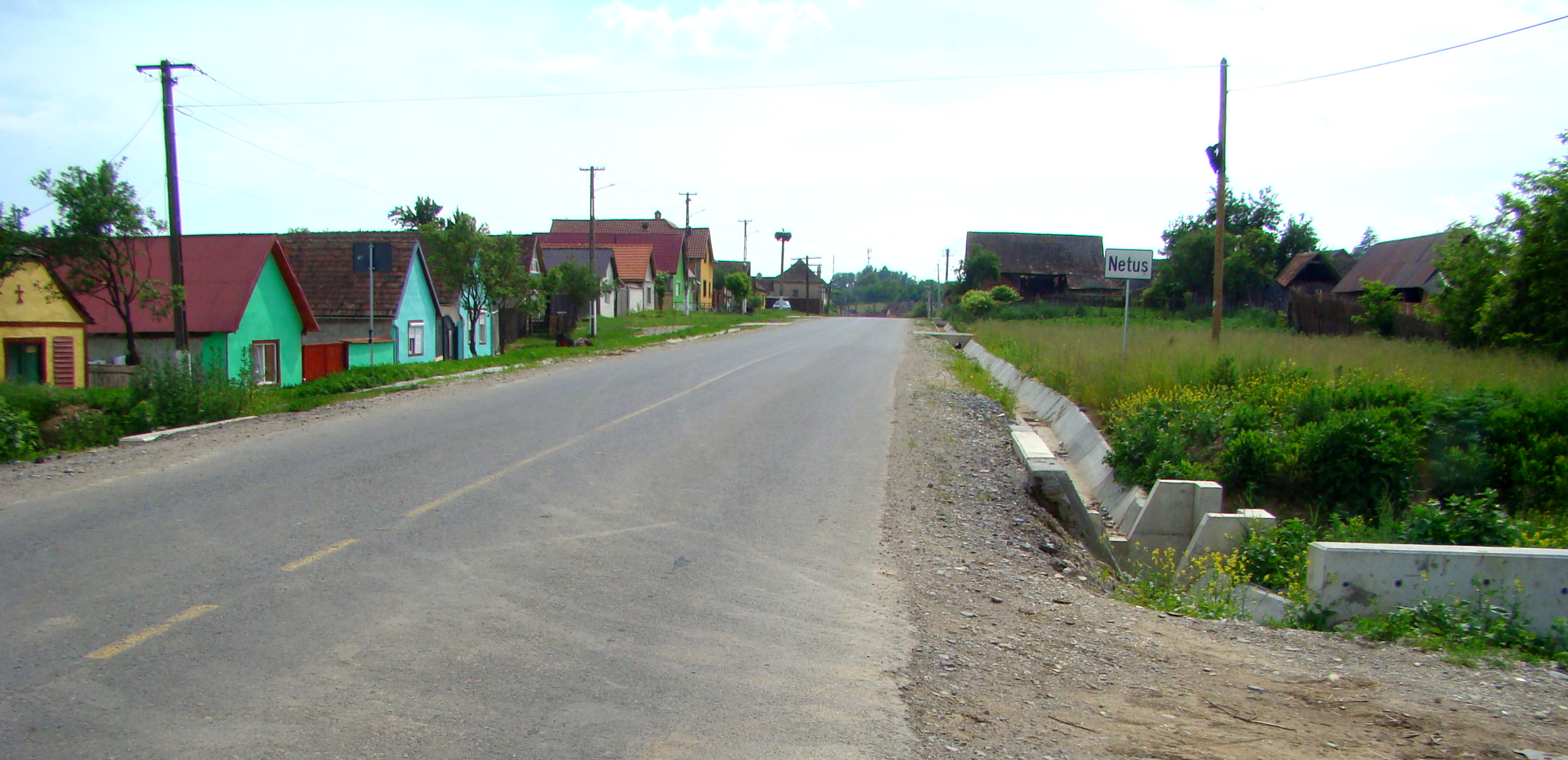
Intrarea în localitate
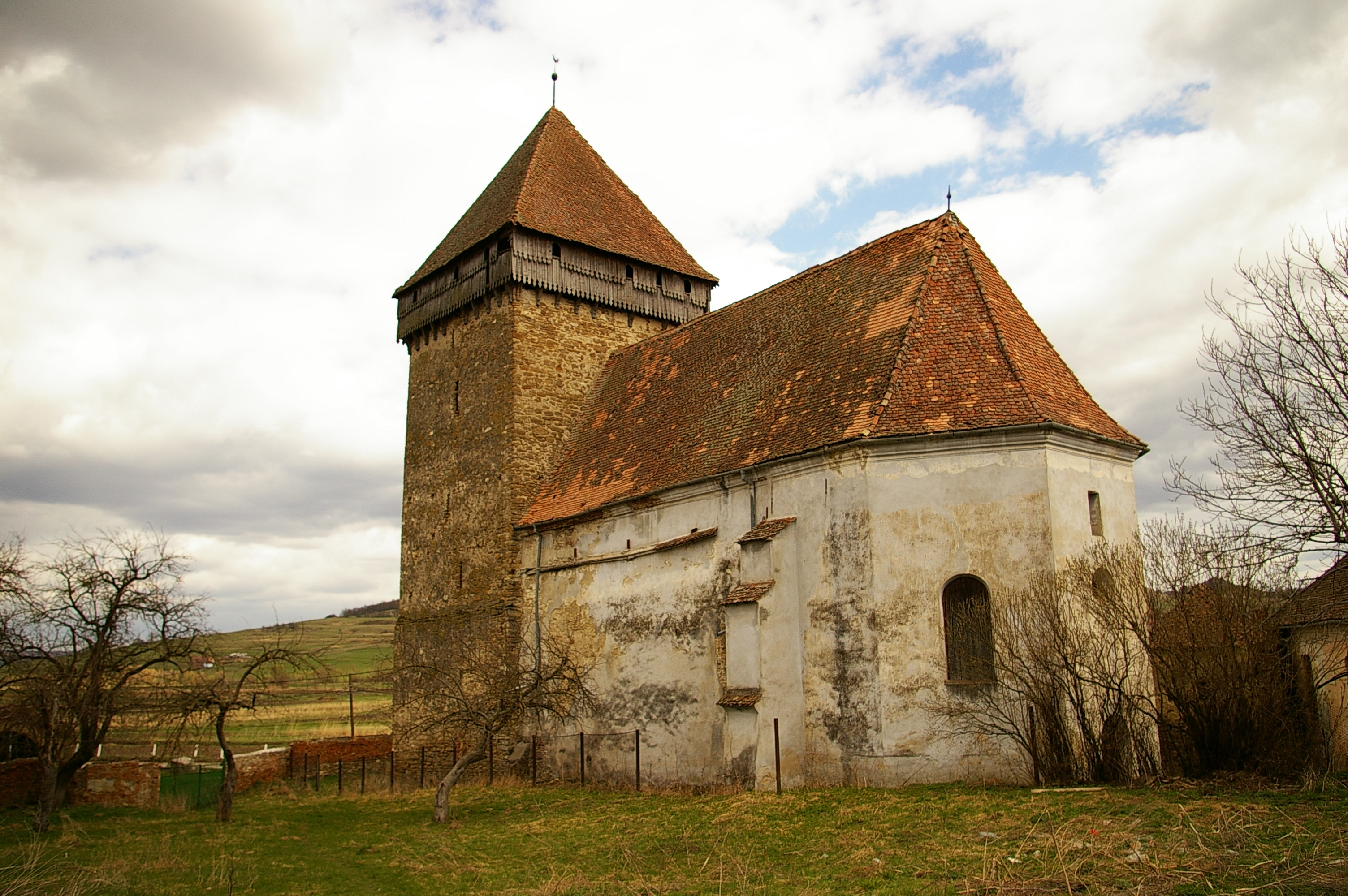
Biserica fortificată
Biserica de lemn
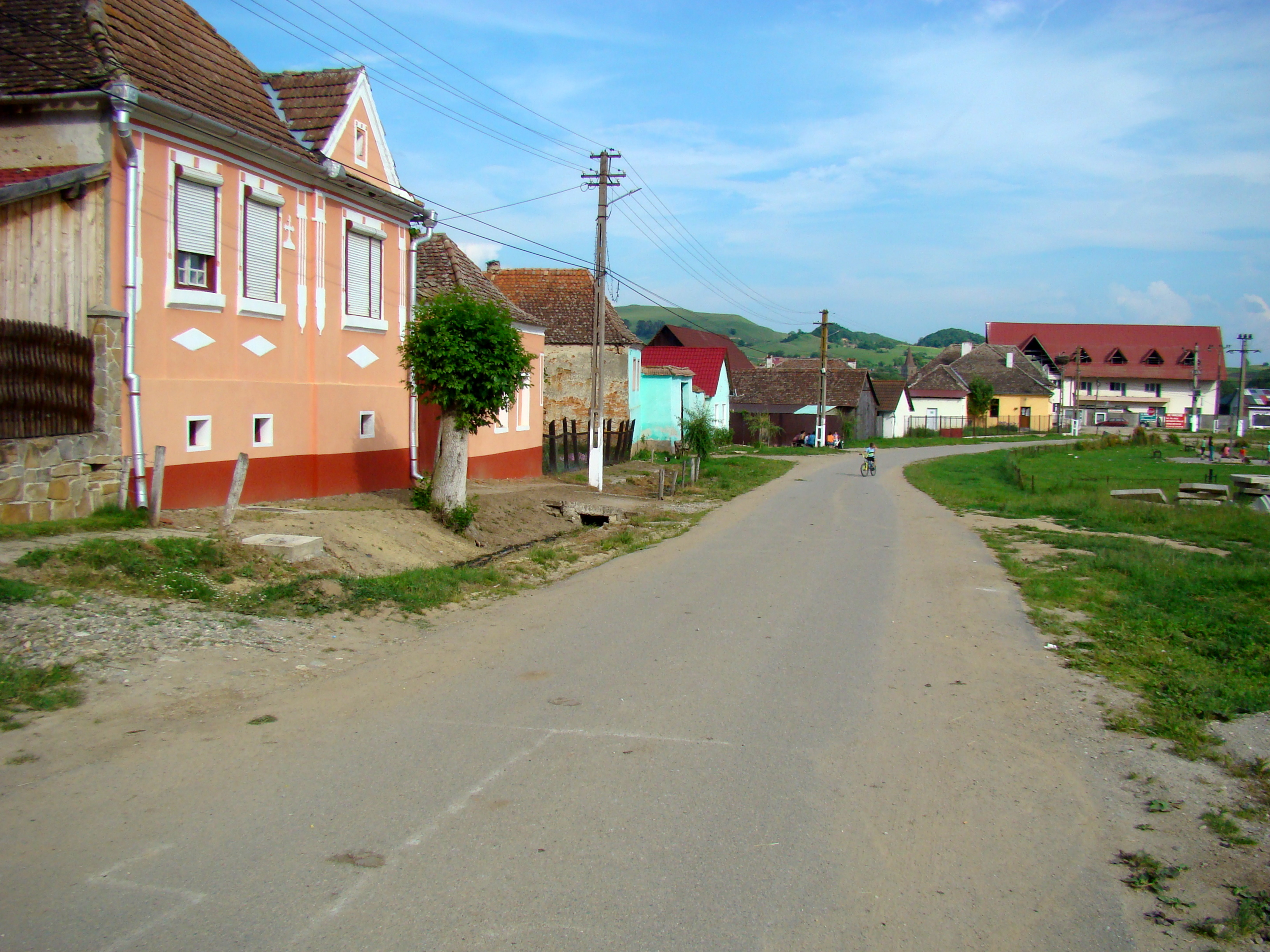
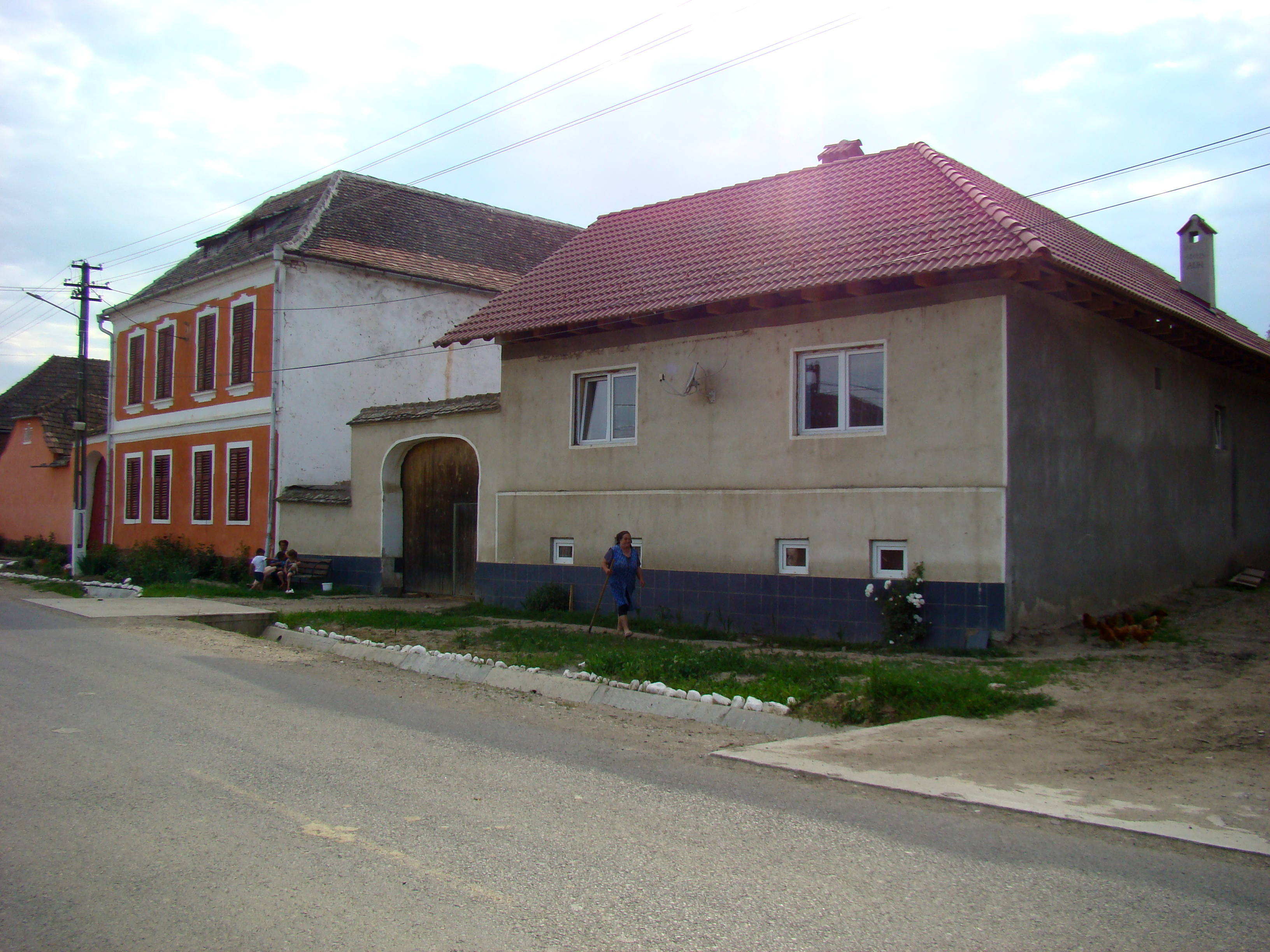
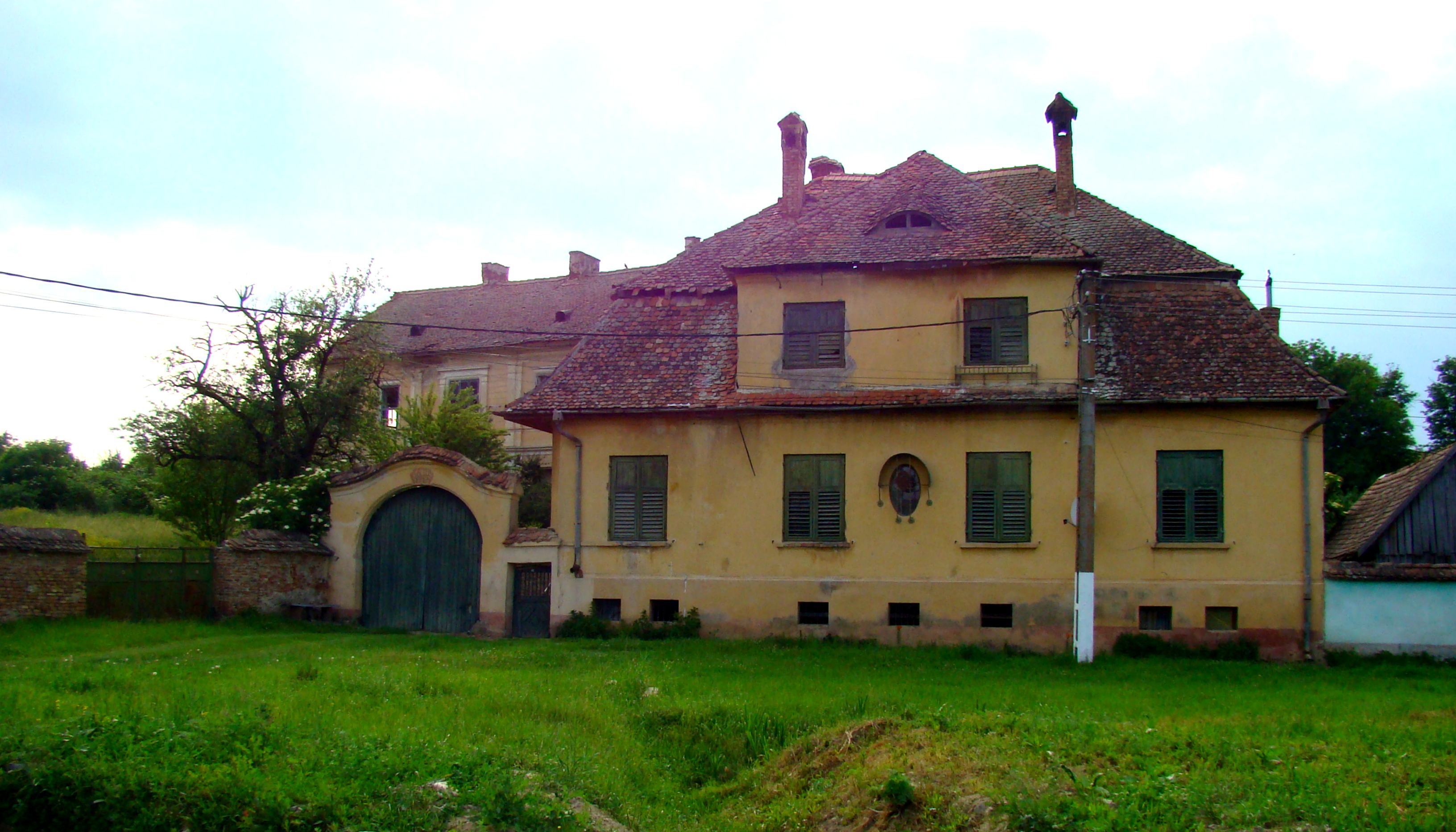
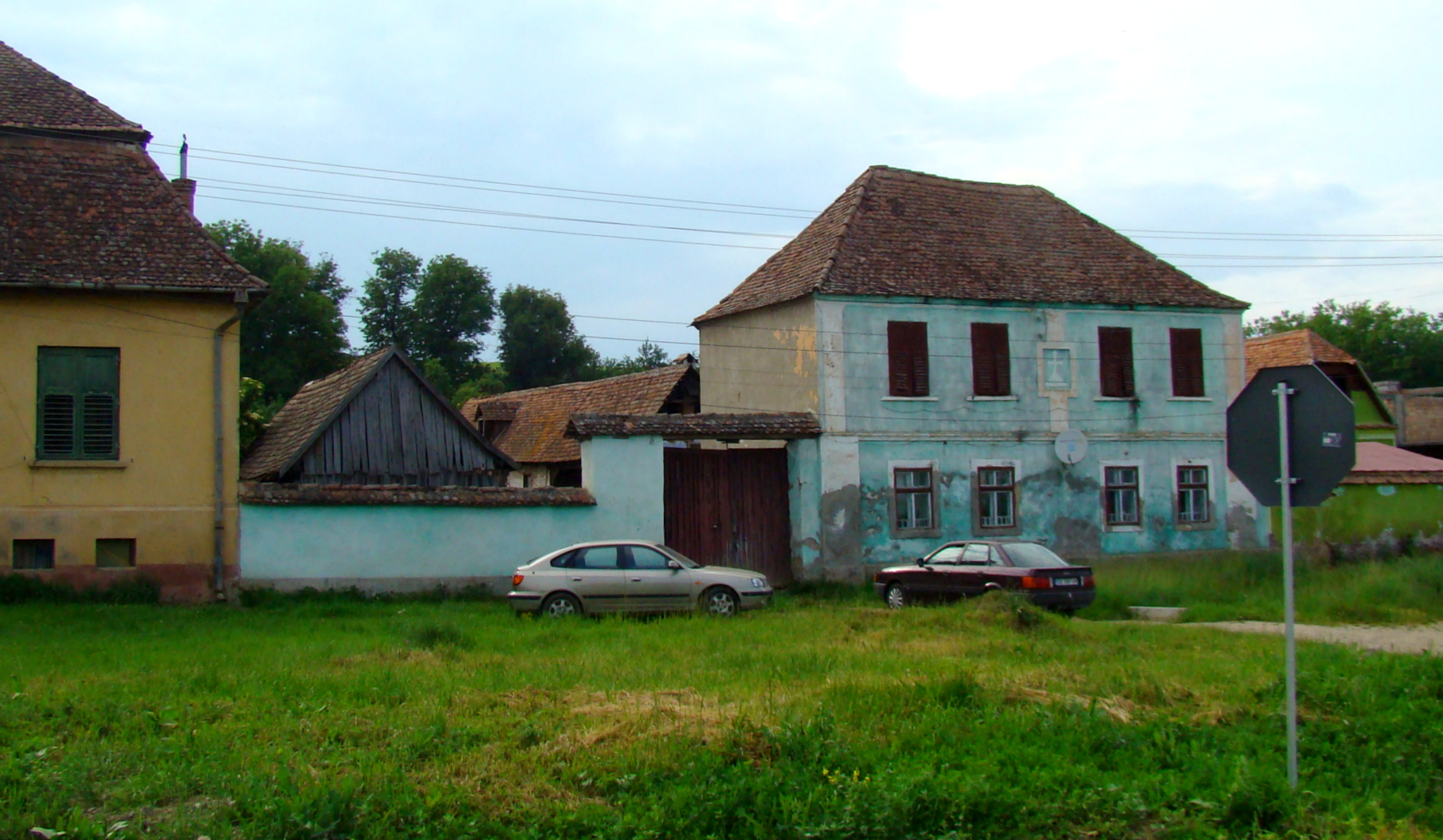
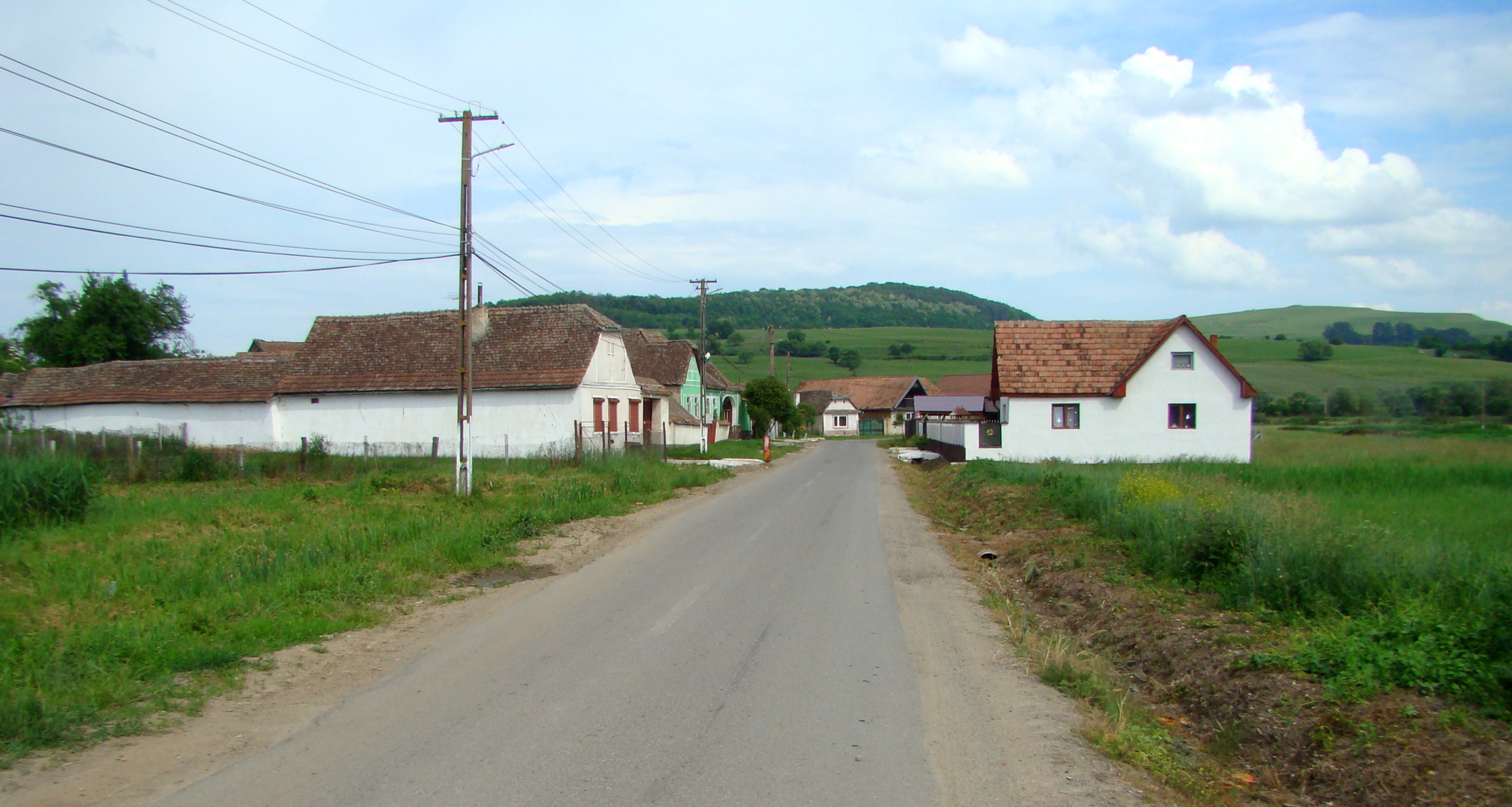
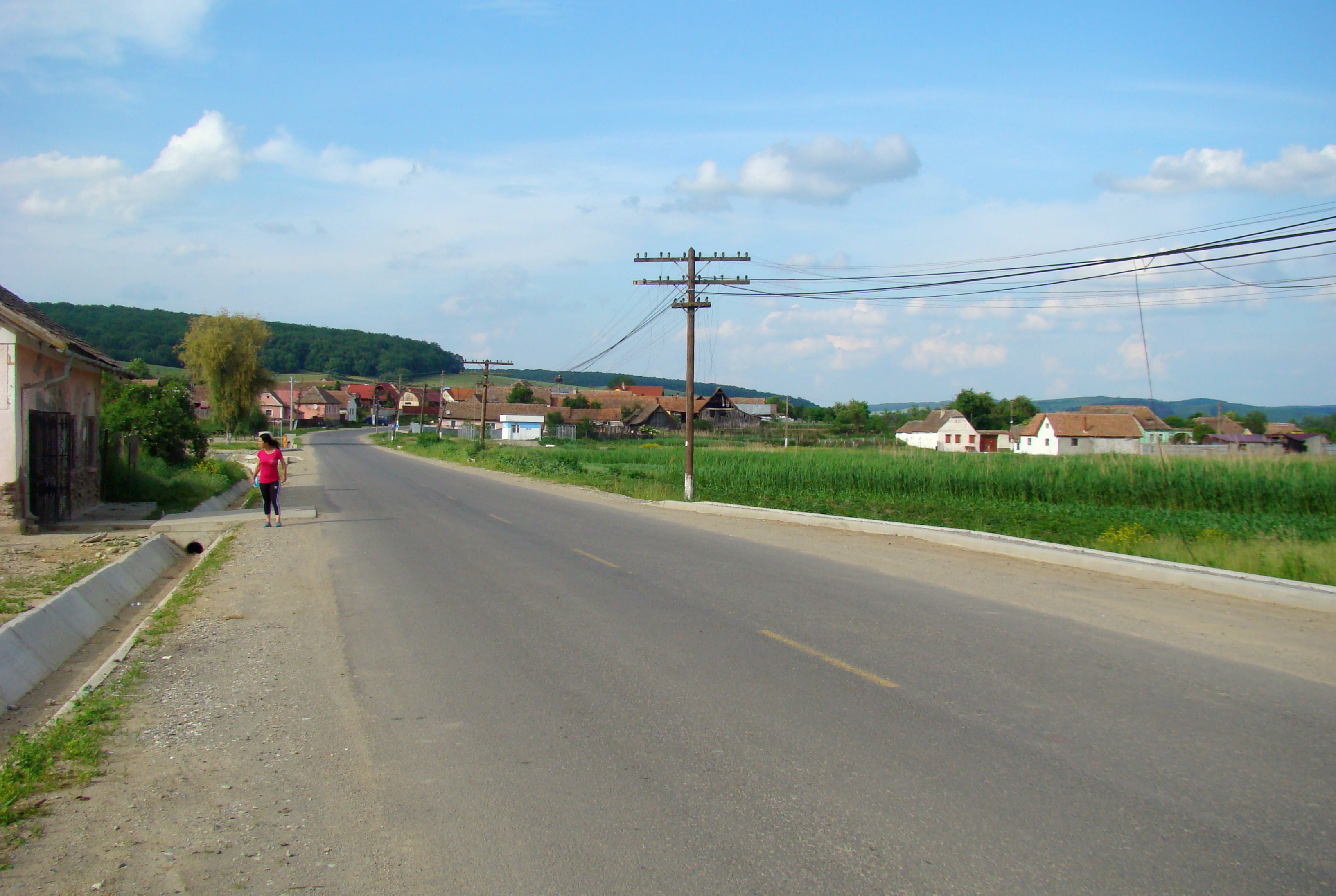